# Università di Parigi-Sorbona
L'Università di Parigi-Sorbona (in francese Université Paris-Sorbonne), o Paris IV, è stata un'università francese attiva dal 1º gennaio 1971 al 31 dicembre 2017.
Fu una delle tredici Università di Parigi create nel 1970 in seguito ai fatti del maggio 1968 e rimaste tali sino al 31 dicembre 2017. Dal 1º gennaio 2018 è stata fusa insieme all'Università Pierre e Marie Curie nella nuova Sorbonne Université.

## Storia
L'ateneo fu l'erede della facoltà di Lettere e Scienze Umane della precedente Sorbona, denominazione quest'ultima, che vantava nella propria denominazione ufficiale e che condivideva con altre tre università nel V arrondissement di Parigi.
In seguito alla riforma dell'Università nel 1968, la Loi d'orientation progettata da Edgar Faure, le cinque facoltà dell'antica Università di Parigi si divisero e si ricomposero dando vita a tredici università interdisciplinari. Quattro di esse si dividono gli edifici della Sorbona destinati fino ad allora alle Facoltà di Lettere e Scienze Umane. Queste università ottennero altri edifici nella città di Parigi. Tre università "ereditiere" conservarono il nome di Sorbona nel loro titolo ufficiale: Paris-Sorbonne (Paris IV), Sorbonne Nouvelle (Paris III), situate nel centre Censier, e Panthéon-Sorbonne (Paris I).
I locali della Sorbona ospitano anche una parte dell'université René Descartes (Paris V) e la Chancellerie (rectorat de Paris).
Erede del Collège fondato nel 1257 da Robert de Sorbon nel sito dell'antica Sorbona e poi della Facoltà di Lettere dell'Università di Parigi, l'Université Paris-Sorbonne (Paris IV) è stata creata dal decreto del 23 dicembre 1970, confermata dal decreto del 17 luglio 1984.

## Rettori
Dalla sua creazione è stata diretta da sei rettori: alla fondazione, lo storico Alphonse Dupront, a cui sono succeduti il filosofo Raymond Polin, il grecista Jacques Bompaire, poi lo storico delle religioni Michel Meslin, lo storico urbano e dei mondi contemporanei Jean-Pierre Poussou, il linguista Georges Molinié e dal maggio 2003 il geografo Jean-Robert Pitte.